# Tasmaanse diamantvogel
De Tasmaanse diamantvogel (Pardalotus quadragintus) is veruit de meest zeldzame soort uit het geslacht Pardalotus en komt alleen nog voor in het uiterste zuidoosten van Tasmanië en op Flinderseiland.

## Kenmerken
De Tasmaanse diamantvogel lijkt uiterlijk veel op de veel algemener voorkomende gevlekte diamantvogel (Pardalotus punctatus). De Tasmaanse diamantvogel heeft echter een veel gedempter gekleurde, groenbruine rug en kop in tegenstelling tot het veel kleurrijkere verenkleed van de gevlekte diamantvogel en voorts ontbreekt de  witte band op het voorhoofd.  De twee soorten komen naast elkaar voor binnen het verspreidingsgebied van de Tasmaanse diamantvogel.  De rug is olijfkleurig en de flanken zijn matgeel.  De borst is wit met lichtgele markeringen. De zwarte vleugels hebben witte punten, die bij samengevouwen vleugels het effect van vele bescheiden kleine witte vlekjes produceren. Dit zijn er in tegenspraak tot de lokale Engelstalige naam Forty-spotted pardalote en tot de wetenschappelijke soortnaam meer dan veertig, het zijn er eerder rond de zestig.  Het verenkleed vertoont geen seizoensgebonden wijziging. Juveniele vogels zijn enigszins minder kleurrijk dan volwassen dieren.
Met zijn lengte van 9-10 cm en gewicht van ca. 10 g is het een kleine, energieke zangvogel. Opvallend is voorts de zeer korte snavel van het dier.

## Verspreiding en leefomgeving
De aanwezigheid van deze soort is slechts met zekerheid aangetoond in een klein aantal geïsoleerde kolonies op Flinderseiland en in het zuidoosten van Tasmanië op Maria-eiland en het zuidelijk deel van Bruny-eiland.  Op deze laatste twee locaties bevindt zich 90% van de totale populatie. Er zijn geïsloleerde waarnemingen in de voorsteden van Hobart.  De vogel is grotendeels als standvogel te typeren, maar verplaatst zich soms lokaal binnen zijn beperkte verspreidingsgebied. Voornamelijk in de winter zijn de dieren op het Tasmaanse vasteland geneigd zich te verspreiden. De soort gaat in aantal achteruit, maar houdt het best stand op Maria-eiland, dat als natuurreservaat geldt en waar alle door de mens geïntroduceerde roofdieren zijn uitgeroeid.
Het dier komt voornamelijk voor in relatief droge eucalyptusbossen waar  de  suikereucalyptus (Eucalyptus viminalis) een groot deel van het bomenbestand vormt. Uitsluitend in deze boom scharrelt het dier zijn kostje bij elkaar.

## Leefwijze
Het dier zoekt en op systematische en relatief bedachtzame wijze naar kleine insecten, lerpen en druppeltjes suikerige afscheiding (manna) van de suikereucalyptus te midden van het loof van deze boom. Het dier leeft meestal in paartjes of in kleine zwermen. De vogels worden wel “de verzamelaars van het bladerdek” genoemd vanwege de wijze waarop ze dit ontdoen van insecten. Paartjes vormen zich voor enkele jaren en verdedigen hun territorium fel en maken slechts gebruik van hun vaste nestholte.

## Voortplanting
De Tasmaanse diamantvogel nestelt in holtes in de stam of hoofdtakken van volwassen bomen. Een enkele keer neemt een vogel de toevlucht tot een ondergronds nest. In de nestholte wordt een bolvormig of halfrond nest van stukjes boomschors en gras gebouwd, afgekleed met veertjes of plukjes haar. De man en pop bouwen het nest gezamenlijk. In het broedseizoen, dat van augustus tot december duurt, legt de pop gemiddeld vier eieren in het nest. Deze komen na ca. 23 dagen uit en na 25 dagen door de oudervogels te zijn gevoerd met manna en lerpen, verlaten de kuikens het nest. De vogels hebben concurrentie te duchten van de talrijkere geelvlekdiamantvogel waar het op nestruimte aankomt. Door een kleine nestkolonie te vormen, kunnen de vogels deze het hoofd bieden.

## Status
De aanwezigheid van de mens (en zijn huisdieren) in het leefgebied van de Tasmaanse diamantvogel vormt een probleem voor het voortbestaan van de soort. Dit is vooral te wijten aan versnippering van het leefgebied door het rooien suikereucalyptusbomen om plaats te maken voor bosbouw, moderne landbouw, wegen en menselijke nederzettingen. Volgens een schatting uit 2019 waren er toen nog 1800 volwassen Tasmaanse diamantvogels.
In gebieden zoals natuurreservaten waar beschermingsmaatregelen zijn genomen, blijft de populatie stabiel. Daarbuiten gaat de vernietiging van het leefgebied verder. Daarom is deze vogel een bedreigde diersoort, zowel volgens Tasmaanse regelgeving (Threatened Species Protection Act 1995), Australische regelgeving (Environment Protection and Biodiversity Conservation Act 1999) als volgens de Rode Lijst van de IUCN.